# Ángel Cabral
Ángel Amato (Mercedes, 1 de octubre de 1911-4 de junio de 1997), conocido en el mundo artístico como Ángel Cabral, fue guitarrista, compositor y cantante argentino que se destacó en géneros como el vals y el tango.

## Carrera Artística
A partir de 1940, formó un trío junto a otros dos importantes guitarristas y cantantes: Juan José Riverol, creador de dos tangos clásicos como: N.P. y Cantor de mi barrio, hijo además, de Domingo, guitarrista de Carlos Gardel; y Ángel Robledo, que en la década del 50, integró el conjunto de guitarras de José Canet y también, el de Roberto Grela, asimismo, acompañó a la cancionista Nelly Omar.
Este trío, con sus guitarras y sus voces, hizo un interesante registro discográfico con la orquesta de Sebastián Piana: la milonga Jazmín Simón, para el sello Victor en 1942. Luego, de separarse por un tiempo, vuelven a juntarse en 1947 pero ya sin Robledo, reemplazado por Alfredo Lucero Palacios. Intervinieron haciendo coro en la orquesta de Miguel Caló, cuando Raúl Iriarte era el cantor solista. En 1953 repitieron el esquema coral pero para una única grabación, esta vez sin cantante, en el vals de Caló y letra de Reinaldo Yiso: El abandono. El trío se mantuvo durante los primeros años de la década del 50 y luego se disolvió.
De forma individual a fines de 1942, Ángel Cabral, en plena creación musical, actúa con una breve participación como cantante en el cabaré Sans souci por orden de Alfredo Gobbi que al retornar de Montevideo, donde había trabajado en la orquesta de Pintín Castellanos, había tenido la posibilidad de una temporada.
A lo largo de su carrera compuso más de 200 canciones, entre las más destacadas podemos nombrar: Que nadie sepa mi sufrir (La foule), Plegaria (valses peruanos); Errante vagabundo, Desagradecida y Desamorada (valses); Su nombre era Margot, El clavelito, No, no llores más, Amor de chiquilina —que firmó como Ángel Amato, en colaboración con Erma Suárez—, Yo soy milonga —con Juan José Riverol—, Y con eso dónde voy, Un cielo para los dos, Fueron tres palabras —en colaboración con Ernesto Rossi— y Que sea lo que Dios quiera (tangos).

## La foule
De todos los nombrados se convirtió en un éxito internacional Que nadie sepa mi sufrir originalmente compuesta en 1936 con letra de Enrique Dizeo en ritmo de vals peruano o vals criollo como se le conoce en el Perú. El hecho ocurrió en 1953, en oportunidad de la presentación en el Teatro Ópera de Buenos Aires, de la cantante francesa Édith Piaf, que escucha una grabación de Alberto Castillo a pesar de que Hugo del Carril grabó la canción en 1936. Esta inolvidable intérprete escuchó el valsecito y se lo llevó a su país. Ya en París, convocó al autor Michel Rivgauche, quien le cambió la letra por completo y el título, así nació La foule, que en francés significa la multitud. La transformación resultó un éxito extraordinario desde que fue publicada en 1957.
La letra original está claramente destinada a ser cantada por un hombre que ha sido abandonado por su amante, mientras que la canción de Édith Piaf mantiene la angustia en el contexto de una chica aturdida que conoce un hombre en medio de una multitud para perderlo casi de inmediato. El ritmo respeta los 3/4 del vals, pero requiere de un compás ligero y un ritmo mucho más rápido y en el caso de la guitarra, un apagado característico.
El tema formó parte de los repertorios de músicos y cantores notables, para citar algunos: María Dolores Pradera, Julio Jaramillo, La Sonora Dinamita, Franck Pourcel, Raphael, Nati Mistral, Julio Iglesias, Soledad Pastorutti, Tamara, Los Lobos, Plácido Domingo, Lila Downs, Grupo 5, Los Morunos, Hello Seahorse!, entre otros. La canción dio un importante beneficio económico a su compositor. Con lo recaudado a nivel internacional, compró una casa en Mercedes, en la provincia de Buenos Aires, donde invitaba a sus amigos a guitarrear y comer unos sabrosos asados, tal cual nos contó en alguna oportunidad el propio Cabral.